# L. Timmel Duchamp
Œuvres principales
- Série Marq'ssan

L. Timmel Duchamp, née en 1950, est une autrice américaine de science-fiction. Elle est également rédactrice pour Aqueduct Press.

## Biographie
L. Timmel Duchamp commence sa carrière d'autrice de science-fiction par l'écriture de fictions courtes.
Duchamp, à l'instar de Kelly Link et d'autres autrices contemporaines, a choisi la fantasy, l'horreur et la science-fiction pour explorer les thèmes du féminisme et de la politique d'identité de genre. Jusqu'à récemment, la production de Duchamp se concentrait principalement sur des nouvelles et des essais critiques, avec des publications dans des anthologies comme The Thackery T. Lambshead Pocket Guide to Eccentric & Discredited Diseases (en) et des magazines comme Asimov's Science Fiction.
Son premier roman Alanya à Alanya est sorti en juin 2005 et a suscité un grand intérêt critique et populaire. Premier d'une série de cinq livres surnommé le cycle de Marq'ssan, il se déroule sur une terre d'un futur proche contrôlée par une classe dirigeante dominée par les hommes, vaguement calquée sur le monde de l'entreprise d'aujourd'hui. Les Marq'ssan, une race avancée d'extraterrestres, arrêtent brutalement les affaires partout dans le monde en désactivant la technologie et en aidant les groupes désireux de se battre pour leur indépendance vis-à-vis de la structure du pouvoir. Le personnage principal est Kay Zeldin, une professeur d'histoire qui travaille pour le gouvernement. Au fur et à mesure, elle devient de plus en plus convaincue de suivre les Marq'ssans.
L. Timmel Duchamp est surtout connue dans le mode de la science-fiction pour avoir créé la maison d'édition Aqueduct Press en 2004,. En 2017, elle est primée aux World Fantasy Awards pour Aqueduct Press.
En 2016, elle publie The Waterdancer's World, dont l'histoire se déroule sur la planète Frogmore sur fond de désastre écologique menaçant ses habitants d'extinction.
En 2018, son roman Chercher la Femme est inspiré par l'expression misogyne « Cherchez la femme » inventé par Alexandre Dumas et impliquant qu'à l'origine des problèmes d'une homme se trouve toujours une femme. Dans ce livre, « La Femme » est le nom donné à une planète habitée par des extraterrestres.
Missing Links and Secret Histories (en) est une satire rédigée de manière collaborative en se conformant au formatage de Wikipédia, se présente de façon similaire à Wikipédia, en présentant des entrées manquantes pour mieux souligner la façon dont certaines personnalités n'entrent pas dans l'histoire écrite en raison du « consensus éditorial ».

« Pour tous ceux qui sont déjà tombés dans un état de fugue sur Wikipédia, lisant entrée après entrée, ce livre nourrira cette soif de savoir - et vous invitera à vous demander si une histoire basée sur le crowdsourcing est toujours écrite par les gagnants. »

— Annalee Newitz

## Œuvres

### SérieMarq'ssan
1. (en) Alanya to Alanya, 2005
2. (en) Renegade, 2006
3. (en) Tsunami, 2007
4. (en) Blood in the Fruit, 2008
5. (en) Stretto, 2008

### Romans indépendants
- (en) A Case of Mistaken Identity, 1991
- (en) The Red Rose Rages (Bleeding), 2005
- (en) De Secretis Mulierum, 2008
- (en) The Waterdancer's World, 2016
- (en) Chercher La Femme, 2018
- (en) Quinn's Deal, 2022

### Recueils de nouvelles
- (en) Love's Body, Dancing in Time, 2004
- (en) Never at Home, 2011

### Anthologies
- (en) Plugged In, 2008Écrit avec Maureen F. McHugh.
- (en) Missing Links and Secret Histories: A Selection of Wikipedia Entries from Across the Known Multiverse, 2013

### Essais
- (en) The Grand Conversation, 2004
- (en) Talking Back: Epistolary Fantasies, 2006
- (en) The WisCon Chronicles, Volume 1, 2007
- (en) The WisCon Chronicles, Vol. 2: Provocative Essays on Feminism, Race, Revolution, and the Future, 2008Écrit avec Eileen Gunn.
- (en) Narrative Power: Encounters, Celebrations, Struggles, 2010